# Вишнева (Юргамиський район)
Вишне́ва (рос. Вишнёвая) — присілок у складі Юргамиського району Курганської області, Росія. Входить до складу Пісківської сільської ради.
Населення — 96 осіб (2010, 107 у 2002).